# Beatrixpark
Le Beatrixpark (parfois francisé en « parc Beatrix ») est un parc néerlandais situé à Amsterdam, dans l'arrondissement Zuid. Il est délimité par la Diepenbrockstraat au nord, le RAI Amsterdam et Boerenwetering à l'est, l'autoroute A10 au sud et la Beethovenstraat à l'ouest. Le parc est adjacent au quartier d'affaires de Zuidas, construit autour de la gare d'Amsterdam-Sud. Il est nommé en l'honneur de la reine Beatrix.

## Histoire

### Construction et inauguration

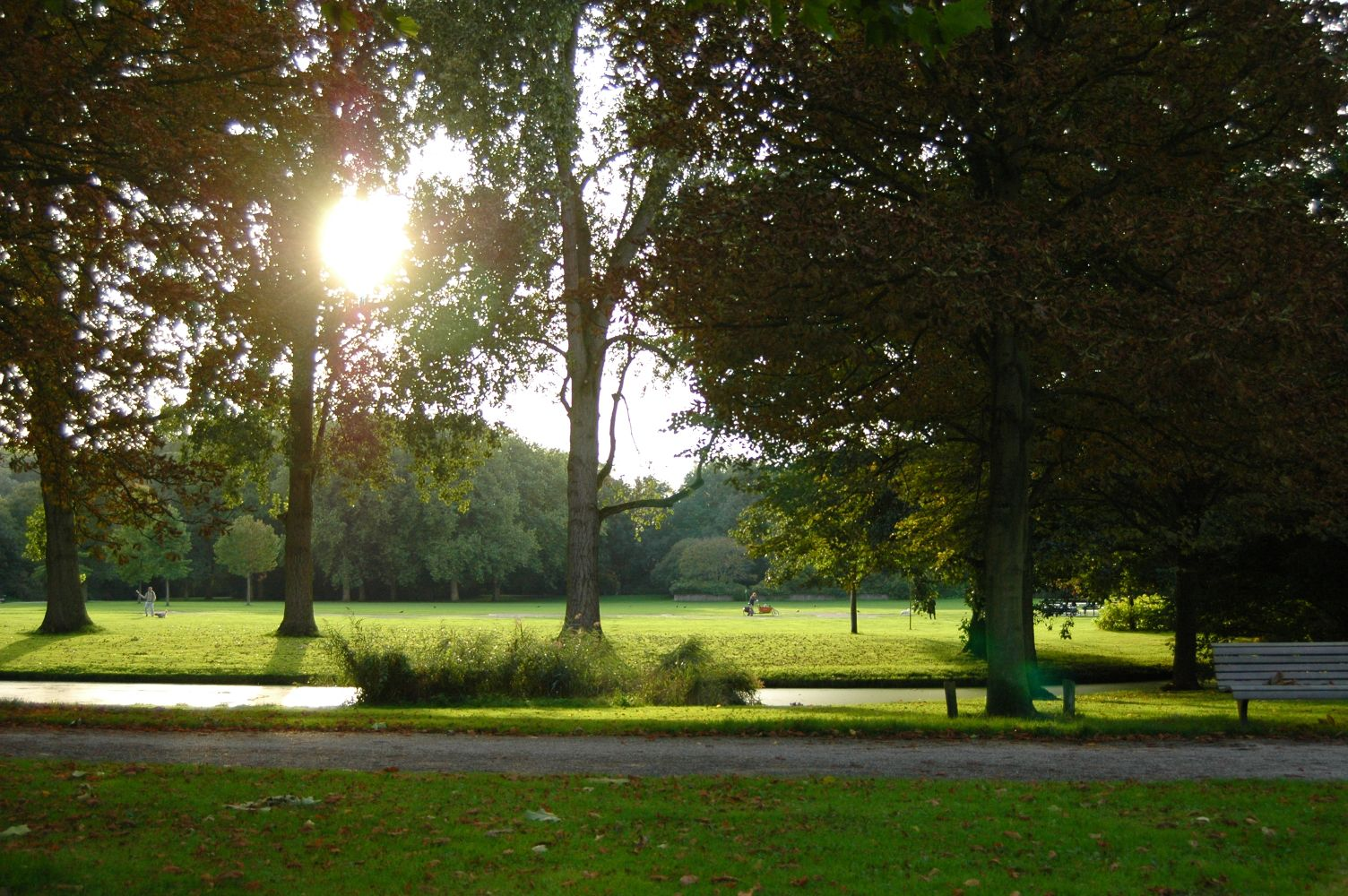
Vue de la partie centrale du Beatrixpark, en été.

Le parc, construit en 1938, témoigne de la transition d'un style romantique au XIXe siècle vers un modèle plus fonctionnaliste, caractéristique de l'après-guerre. Les plans du parc sont conçus par l'architecte et urbaniste néerlandaise Jakoba Mulder et sa construction se déroule sous la forme de travaux publics.
Mulder est également à l'origine du développement du pierebad, un espace de jeux destiné aux enfants, caractérisé par sa pergola. Durant l'occupation allemande, le nom du parc est changé en Diepenbrockpark entre 1942 et 1945, du nom de la rue qui le borde.

### Évolution depuis la Seconde Guerre mondiale

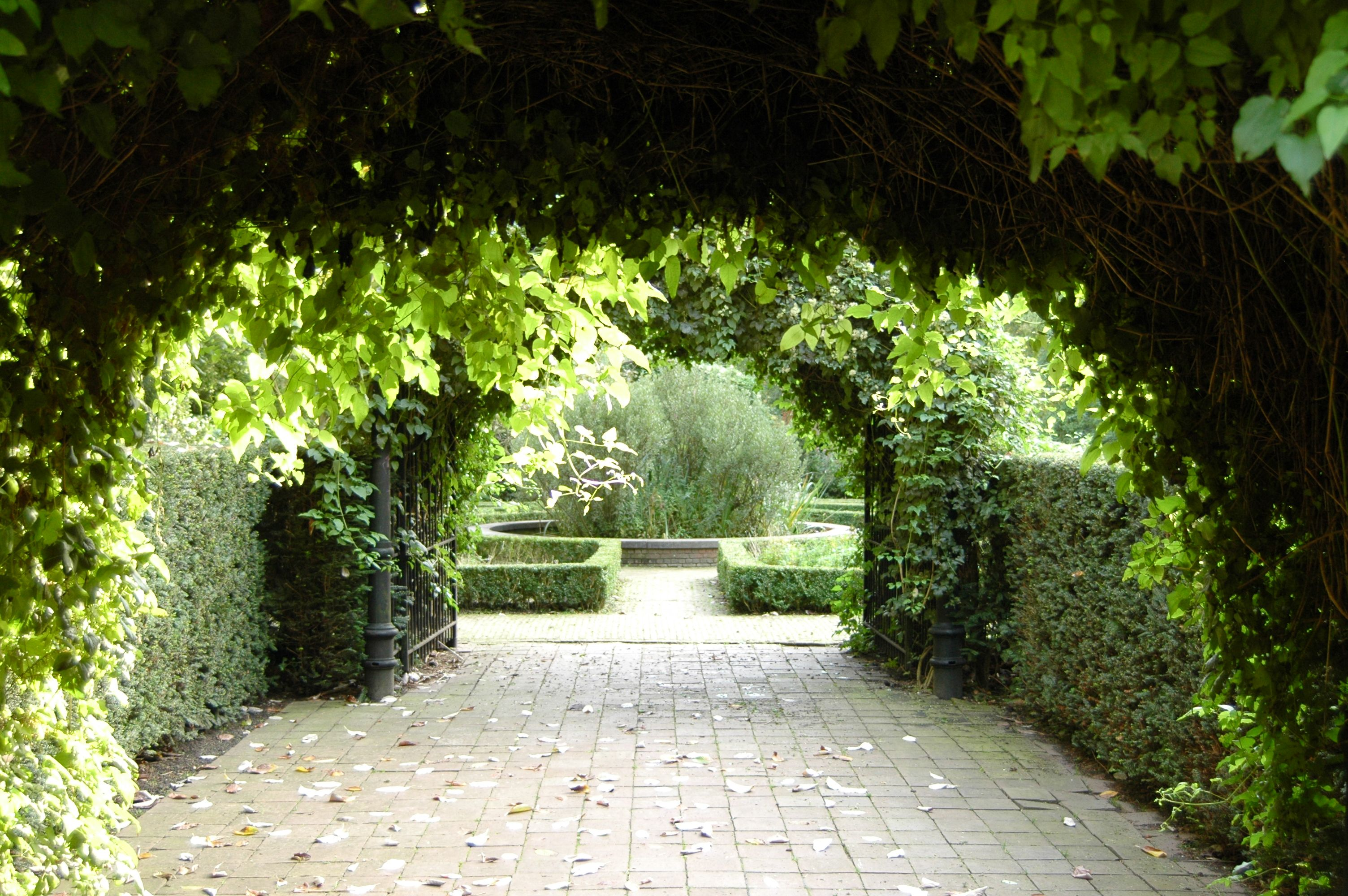
Zone taillée du parc.

À plusieurs reprises, plusieurs petites parties du parc situées à l'est sont rongées dans le cadre de l'élargissement du palais des expositions du RAI Amsterdam. En compensation, un petit espace est ajouté au parc au sud-ouest, au niveau de la Prinses Irenestraat et Beethovenstraat, sous le nom de « vallée humide » (en néerlandais : de natte vallei). Cette du parc est cependant utilisée dans le cadre de la construction du Beethovenkavel, une partie du quartier de Zuidas, pour accueillir de grands immeubles de bureaux,.
Une partie du parc est utilisée pour accueillir exposition internationale d'horticulture de la Floriade qui a lieu tous les dix ans aux Pays-Bas, en 1972. De cette époque que date le jardin de phytothérapie du artsenijhof (situé sur le Boerenweteringpad). L'Amstelpark, situé au sud-est du Beatrixpark, est également créé pour la Floriade. Le Beatrixpark est intégré au district de Zuideramstel à partir de 1998, avant la création du district de Zuid en 2010.